# 김동주 (1966년)
김동주(金東周, 1966년 ~ 2013년 12월 17일)는 대한민국의 시민운동가, 언론인이자 작가이다. 박정희 기념사업과 박정희의 일대기 혹은 대한민국 제3공화국, 제4공화국 시대에 관련된 잡지 월간 박정희를 창간, 운영하였다.
2000년 이후 보수 시민단체에서 활동하였으며 2004년 11월 6일 시민단체인 박정희 바로알리기 국민 모임을 조직, 대표가 되었다. 2006년 9월부터는 월간 박정희를 창간, 발행하였다. 2012년부터는 언론 감시활동을 벌이기도 했다. 2005년 5월 16일 5.16을 전후해서 매년 5.16 전후하여 5.16 기념행사를 서울 영등포구 문래동에서 주최하였다. 2004년에는 국가보안법 폐지 여론에 반대하여 국가보안법 유지 운동을 주관했고, 2006년부터는 민족문제연구소 폐쇄 운동을 주도하였다. 인터넷 필명은 여울목, 자유승리였다가 2000년 이후 실명으로 글을 기고하였다.

## 생애

### 생애 초반

#### 초기 활동
기업인으로 활동 중 1990년대 중반부터 김영삼, 김대중에 반대하는 보수 단체의 집회에도 참석하였고, 2000년대 초에는 프리존, 폴리젠, 신혜식의 독립신문 등에서 논객으로 활동하였다.
2001년 11월 5일 민족문제연구소 등의 주도로 서울 영등포구 문래동의 옛 6관구 사령부 인근에 있던 박정희 동상이 강제로 끌어내려지자, 김동주는 일부 시민들과 함께 자비를 들여 땅에 떨어져 금이 간 박정희 흉상을 용접, 복구하였다. 6관구 사령부는 박정희 소장이 사령관으로 근무했던 수도방위 사령부의 전신이 있던 곳이라 박정희의 동상이 있었다. 이를 김대중 대통령 시절 민족문제연구소, 민노총 사람들과 홍익대 동문회 일부가 흉상에 밧줄을 걸어 무너뜨렸다. 당시 민족문제연구소와 민주노총, 홍익대학교 동문회 측은 박정희 대통령 기념 사업회에 예산을 지원키로 결정한 것이 잘못이라는 주장이었다. 이때 땅에 떨어지면서 동상의 코가 납작해지고 얼굴이 훼손되고 말았다. 김동주는 박계천과 함께 사비를 들여 보수하여 이후 영등포구청이 흉상을 보관 관리하고 있다.
1998년 이후 인천 자유공원의 더글러스 맥아더 동상 철거 여론이 나오자 그는, 철거 주장을 하는 논객들과 논쟁을 벌이며 맥아더 동상 철거를 반대하였다.

#### 기업인, 시민 운동
2004년 6월 서울에서 자유민주수호청년연합 창립에 참여하고, 자유민주수호청년연합 사무총장으로 취임하였다.
2004년 국가보안법 폐지 주장과 국보법폐지국민연대에 반대하였고, 그해 9월 16일부터 9월 18일까지 국민행동본부와 '박사모' 등과 함께 서울 광화문에서 열린 국가보안법 사수 결의대회에 참여, 연사의 한 사람으로 연단에 섰다. 이때 김동주 자유수호청년연합 사무총장은 "북한 김정일은 적화통일이 달성될 때 남한 인구 4000만을 가차없이 죽이라고 명령했다"고 주장했다. 김씨는 "이에 따르면 여러분도 나도 다 이 자리에 없는 것이다, 틈만 나면 과거사 정리를 내뱉는 좌파 위선자들은 본인들이 과거사 정리대상임을 깨우쳐야 한다"고 주장했다.
그는 일부 단체의 박정희 기념관 건립 반대 시위에 맞서, 박정희 기념관 반대시위 근처에서 일부 시민들을 이끌고 박정희 기념관 찬성 집회를 벌이기도 했다. 2004년 11월 6일 시민단체인 박정희 바로알리기 국민 모임(약칭 박알모)을 조직하고 대표로 활동했다. 이후 보수, 반공 단체의 집회에도 꾸준히 참여하였다. 2005년 1월 영화 '그 때 그 사람들' 상영반대 일인 무언시위를 서울 서초구 서초동 법원 앞에서 개최하였다.
2005년 5월부터 5.16 기념행사를 준비, 5월 15일과 5월 16일 제1회 5.16혁명 기념식을 영등포 문래공원에서 개최하였다. 2005년 8월에는 '진정한 독립투사 박정희' 소책자 3만부를 직접 인쇄, 발행하여 8월 14일과 8월 15일 서울시내에서 무료배포하였다.
그러나 2001년의 개보수 이후에도 박정희 동상의 코는 다시 떨어져나갔고 2006년 김동주와 박계천은 다시 사비 400만 원을 들여 박정희 흉상의 코를 복원했다. 김 대표는 "각하 얼굴을 볼 때마다 마음이 무거웠다"며 "각하한테 죄스러운 마음이었는데 고치고 나서 마음의 짐을 덜었다"고 말했다.

#### 민문연과의 갈등
2005년 8월 박정희 전 대통령을 포함한 3000여명을 친일인사로 발표한 것에 반발, ‘민문연’을 ‘친북단체’로 규정하고 친일인사 편찬 작업을 ‘이적행위’로 비판하자 ‘민문연’측이 이들을 상대로 ‘명예훼손 및 업무방해 협의’로 소송을 제기했다. 이 소송은 2007년 7월 3심까지 1년 11개월이 소요되었다. 그는 보수 청년단체 활동과 동시에 소송자료 준비를 병행하였다.
| “ | 2006년 3월 3일, 민족문제연구소로부터 민형사상의 소송을 당했는데 지난해 12월 대법원 확정판결이 났습니다. 명예훼손부분은 무죄로 판명되었지만 현판파괴와 업무방해 등의 죄를 물어 2천 여 만원의 손해배상금을 지불하라고 판결했습니다. 형사부문 벌금은 별도입니다. 현재 대법원 판결에 대한 이행 여부만 남아있는데 저는 사법부의 판결에도 절대 승복할 수 없으며 앞으로는 정치적으로 투쟁해나갈 생각입니다. 현재 이 부분은 뜻있는 분들과 다각도의 협의를 진행하고 있습니다. 우리는 법의 테두리 내에서 합법적인 집회를 했으며 불법적인 행위가 전혀 없었습니다. 민족문제연구소는 법정에서 조차 왜곡과 거짓을 남발하였습니다. | ” |
|   | — 2009년 5월 22일 코나스넷과의 인터뷰에서 |   |

이 소송의 결과 1심에서는 법원이 명예훼손을 인정, 총 2억 원이 넘는 배상금을 지급하라는 판결을 내렸으나 2007년 7월 2심에서는 “‘친북’ ‘이적행위’란 말은 더 이상 처벌 위험성을 담고 있거나 반사회적 성향을 뜻한다고 보기 어렵다”며 “‘피고들이 정치적 이념에 대해 자유롭게 의견을 개진하는 과정에서 다소 과장되게 표현한 것일 뿐 명예훼손은 성립되지 않는다”며 무죄 판결을 내렸다. 그러나 최종 판결에서 ‘업무방해’라는 협의는 인정 돼 재판부는 ‘민문연’에 2천만 원을 배상하라고 판결을 내렸다.

### 시민사회 운동과 박정희 기념 활동

#### 보수 시민단체 활동
2005년 9월 인천광역시 인천자유공원에서 개최된 맥아더 장군 동상 철거 반대집회에 참여하였다. 2005년 11월부터 네티즌구국연합 출범 조직 추진위원장을 맡아, 05년 12월 서울에서 네티즌구국연합을 발족하였다. 2005년 12월 인천자유공원에서 ;자유사랑 맥아더사랑 특별 콘서트를 주최하고 연예인들을 섭외, 행사를 주관하였다. 그해 보수 청년단체 '새로운 물결 21'을 창설하고 대표로 취임하였다.
2006년 1월 그는 민족문제연구소 해체 운동을 시작했다. 이후 그가 병원 중환자실에 입원하는 2013년 10월까지 그는 민족문제연구소의 폐지 운동을 추진하였으며, 민문연 해체, 폐쇄의 이유로 비전문가들과 정치적으로 편파적인 사람들이 국론분열과 원한 풀이 목적으로 사회를 어지럽히는 것이 바로 폐쇄 운동을 추진하는 이유라고 역설하였다. 2006년 3월 보수, 자유진영 단체 27개가 참여하는 민족문제연구소 해체투쟁위원회를 결성하고 신혜식과 함께 공동위원장에 피선되었다. 2006년 운영하던 회사를 처분하고 시민 운동에 뛰어들었다. 이후 공정방송을 위한 시민연대에서 활동하며 방송, 언론 활동을 하였다.
2006년 3월 남민전 사건 관련자 29명이 민주화운동관련자로 인정되자 남민전 사건 당시의 도심 게릴라 출몰과 민투위 강도 사건에 대한 진상 규명을 요구하는 운동을 했다.
2006년 5월에는 서울특별시장 후보자 오세훈의 선거 지원 유세에 참여하였다. 그해 5월 역시 오세훈 지원 유세에 나섰던 박근혜가 카터칼로 피습을 당하자, 그는 박근혜 피습 직후 서대문에서 피습사건수사 참관인 구성에 참관인의 한 사람으로 참여하고, 박근혜 피습 관련 엄정수사촉구 시위를 서대문과 광화문에서 주관하였다.

#### 박근혜 피습사태 전후
2006년 5월 23일 김동주는 “공정한 수사가 이루어지는지 우리가 감시·관리해야 한다. 경찰서장에게 참관을 요청했다.”고 말했다. 참관인 명단은 김씨가 직접 작성했으며 서울경찰청 수사부장이 확인한 것으로 알려졌다. 5월 20일 오후 ‘박정희 바로 알리기 국민모임’,‘예비역대령연합회’ 등 보수단체 회원과 한나라당 당직자들로 구성된 참관인 8명의 입회를 허락한 것. 이들은 2명씩 4개조를 짜 20일 오후 11시쯤부터 다음날 오후 3시까지 이어진 조사과정을 모두 지켜봤다.
5월 16일 영등포 문래공원에서 제2회 5. 16혁명 기념행사를 주최하였다.
2006년 7월 영등포 문래공원의 구 제2군사령부 터 내의 일명 '박정희지하벙커'(5. 16 임시 지휘본부)를 철거하려는 서울 영등포구청장에게 박정희지하벙커 철거 반대 의사를 전달한 뒤 7월부터 8월까지 영등포구청장을 설득하였다.
당시 영등포구는 "9월 공사 때 지하 벙커를 철거할 계획이 없다"고 공식적으로 밝혔다. 그러나 김동주는 "7월 16일 구청 공원녹지과 직원과 통화할 때 '행정상 불필요한 구조물이라면 장기적으로 철거되지 않겠냐'는 발언을 들었다"며 "이번 기회에 철거하지 않겠다는 확답을 들어야겠다"고 구청장 면담을 요구했다.
8월 18일 박정희 바로알리기 국민모임(대표 김동주)은 오전 10시 서울 영등포구청 앞에서 벙커철거계획 철회를 요구하는 기자회견을 열었다. 당시 김동주는 “문래공원에 있는 지하벙커는 5·16의 성지”라면서 “벙커를 보수하지는 못할 망정 철거한다는 건 말도 안 된다”고 주장했다. 김씨는 벙커를 보수하고 시민단체와 공동으로 벙커를 관리하자고 제안했다. 8월 19일 영등포구청장과의 공개 담판 끝에 지하벙커 철거전면 백지화 약속을 받아냈다. 그리고 구청장으로부터 각서도 얻어냈다.

#### 월간 박정희지 발행

##### 월간 박정희 창간 활동
2006년 9월 25일 박정희 전 대통령을 주제로 한 월간 잡지 월간 박정희를 창간하였다. 바로 9월 27일 데일리서프라이즈는 박정희 전 대통령을 주제로 한 잡지 ‘월간 박정희’가 창간됐다고 보도했다. 데일리서프라이즈의 보도에 따르면 ‘월간 박정희’의 발행인인 박정희바로알리기국민모임 대표 김동주 씨는 언론과의 인터뷰에서 “박정희 대통령에 대해 잘 모르는 어린 학생이나 젊은이들의 왜곡되고 편향된 시각을 바로잡기 위해 잡지를 내기로 했다”며 창간 취지를 밝혔다.
그는 “대한민국은 현재 이념적으로 경제적으로 그리고 외교적으로 매우 혼란스런 시기인 만큼, 많은 이들이 박 전 대통령의 슬로건과 역동성을 그리워하는 지금이 창간에 적절하다”고 말했다. ‘월간 박정희’에는 조갑제 전 월간조선 대표, 김광동 나라정책원 대표 등이 필진으로 참여했다. 또한 70년대 ‘박치기왕’으로 유명한 프로레슬러 김일 씨도 명예고문으로 위촉하였다. 데일리안과의 인터뷰에서는 “박정희 대통령에 대한 매도현상이 그치지 않는 상황에서 박 전 대통령에 대한 왜곡된 시각을 갖고 있는 젊은이들에게 균형 있고 올바른 판단을 돕기 위해 만들었다”고 창간 취지를 밝혔다.
이후 2006년 10월부터 월간 박정희 지를 창간, 발행인 겸 편집인으로 활동했다. 박정희의 일대기 혹은 대한민국 제3공화국, 제4공화국 시대의 일화, 치적, 에피소드 등을 발굴, 보도하였다. 그 뒤 2008년 1월 '월간 박정희'의 발행을 잠정 중단했다가 2012년 12월 5일 재창간하였다. 그는 재정난과 일부 반대 단체의 사무실 기습공격, 사무실 앞에 찾아와 박정희 미화 반대 등의 시위에 시달렸지만 계속 월간 박정희 발행을 추진해나갔다.
독립신문 기자와의 인터뷰에서 그는 운영에 어려움은 없느냐고 묻자 "금전적으로 매달 1500만원 이상씩 들어가는데 후원금 이외에는 수입이 없어 자비로 충당하고 있는 실정"이라며 운영자금에 어려움을 느끼고 있다고 말했다. 하지만 그는 "<월간 박정희>를 평생 발행한다는 사명감으로 고군분투하고 있다"며 재정적 어려움에도 불구하고 계속 발행해 나갈 뜻을 밝혔다. 그러나 몇명의 직원을 두고 자신도 직접 취재, 편집에 나서며 월간지를 발행해 왔으나 2007년 5월경부터 경영난을 겪었다.
월간 박정희와 박정희 바로알리기 국민모임의 대표로 활동하면서 그는 박근혜 등과는 어느 정도 거리를 두었다. 2006년 9월 27일의 데일리안과의 인터뷰에서 김 대표는 월간 박정희지의 발행이 박근혜 전 한나라당 대표의 대선후보 지원이 아니냐는 질문에 “나는 박 전 대표를 개인적으로 만나본 적도 없고 어떤 뜻도 없다”며 “박정희 바로알리기에 충실할 뿐”이라고 선을 그었다.

##### 정치, 시민사회 운동
2007년 4월 국립현충원내 이승만, 박정희 묘소 참배 후 박정희 대통령 '대여 보존관' 청소 및 이승만, 박정희 묘소 주변 정화 활동을 하였다. 이후 4월말 국립현충원장에게 정식 요청하여 이승만 묘소, 박정희 묘소 주변 낡은 시설물을 개보수하였다. 5월 16일에는 영등포문래공원에서 제3회 5.16 기념행사를 주관하였다.
2007년 한때 박사모에도 가입, 박사모 사무총장을 맡기도 했다.
2007년 5월 10일부터 5월 12일 한나라당 강재섭 대표의 대선 경선 규칙 개정안에 반발해 한나라당 현관 앞에서 퇴역 장성, 보수단체 원로들과 함께 시위를 벌였다. 5월 10일 저녁 뒤늦에 농성에 참가한 <월간 박정희> 발행인 김동주는 이재오 최고위원에게 원색적인 비난을 퍼부었다.
"이재오만 뽑아내면 한나라당 정비"
김동주는 당시 "이재오 최고위원은 과거 김일성 혁명전사로서 남민전(남조선민족해방전선준비위원회) 활동하던 것에 대해 일언반구 말이 없는데, 바로 전향을 안 한 것"이라며 색깔론을 들어 이 최고위원을 비난했다. 이어 그는 "이 최고위원만 뽑아나면 한나라당은 다시 정비할 수 있는데, 그가 있어서 정비가 안 된다"며 "그래서 이명박 전 서울시장이나 강 대표 같은 '무뇌충'들이 멋도 모르고 설친다"고 말했다. 한나라당은 사상 공세라며 불만을 드러냈다. 그러나 이런 그의 주장에 5월 농성에 참여한 농성자들은 "옳소" "이재오 물러나라"고 외쳤다. 경찰은 현재 한나라당 출입구를 봉쇄한 채 소화기를 준비하는 등 만일의 사태에 대비하기도 했다. 이후 11월 20일까지 한나라당사 앞에서 농성을 하였다.
7월 12일 오전 월간 박정희지 사무실에서 과로로 인한 심장 장애로 쓰러져, 서울 중구 서울 백병원 중환자실에 긴급 입원했다. 사무실에서 쓰러지기 직전 스스로 병원을 찾아 위험한 고비는 넘겼으나, 심장과 신장 기능이 최저치로 떨어져 7월 12일 당시 합병증으로 시력까지 저하되었다. 그러나 얼마 뒤 퇴원, 다시 한나라당사 앞으로 가서 농성을 하였다.

##### 월간 박정희 지 휴간
2007년 11월 20일 이재오, 이명박 반대 농성에서 철수하였다. 전 박사모 사무총장인 김동주는 11월 20일 연합뉴스와의 전화통화에서 "박 전 대표가 지원유세에 나서기로 한 마당에 농성을 계속하는 것은 옳지 않다고 판단, 철수하고 앞으로 당원으로서 본분을 지킨다는 생각"이라고 밝힌 뒤 정광용 대표 등 박사모의 무소속 이회창 후보 지지와 관련, "박 전 대표의 이름을 이용해 국민을 기만하는 행위"라고 비난했다. 2007년 11월 과천 정부종합청사 앞에서 박정희 대통령 비난하는 국정홍보처 폐쇄, 이백만 국정홍보처 차장 사퇴촉구 및 홍보처 직원 해고 농성을 주관하였다.
2008년 1월 재정난과 운영난, 건강상의 이유 등으로 2008년 1월호를 출간하고 월간 박정희 지를 일시 휴간하였다. 건강이 좋지 않았던 그는 병원을 다니며 신장투석과 심장질환 진료를 받았다.

#### 박정희 기념 활동

##### 민족문제연구소와의 갈등
2009년 10월 26일 민족문제연구소의 친일인명사전 발간을 앞두고 김동주는 이날 성명서를 발표하고 민족문제연구소 해체를 촉구하는 등 '박정희 친일파'론에 대한 사회적 논란이 다시 불거졌었다.
| “ | 박정희 대통령이 구체적으로 친일을 했다는 부분이 없어요. 박정희 대통령으로 인해서 피해를 봤다는 사람도 없고. 그런 정황 증거도 없고. | ” |

2009년 11월 8일 서울 서대문구 효창공원 앞에서 친일인명사전 반대 시위를 주관하였다. 효창공원 앞 언론 인터뷰에서 그는 “전문성을 갖췄다고 보기 힘든 집단이 국론을 분열하려 내놓은 정파적인 모략”이라며“앞으로 법적인 대응도 고려하겠다”고 밝혔다. 당시 KBS는 "인민재판 중단하라!"는 박정희바로알리기국민모임(대표 김동주) 등 단체의 시위 장면을 시작으로 김 대표의 연설을 보도하였다. 11월 8일 오전 12시에는 숙명여자대학교 교문 입구에서도 20여개 단체가 공동으로 개최한 민문연 반대 시위에도 참여하였다. 숙명여대 입구에서 오마이뉴스와의 인터뷰에서 그는 "박정희 대통령은 친일파가 절대 아니다"며 "(친일인명사전의 박정희 전 대통령 게재는) 민족문제연구소의 객관성, 형평성을 잃은 만행"이라고 주장했다.

##### 박정희 기념 활동
2010년 3월 29일 오후 서울 강남구 삼성동 삼성물산 앞에서 기자회견을 갖고 "졸속으로 진행되고 있는 박정희 기념관 건립을 비판"하고, "국민의 뜻을 무시한 졸속 기념도서관건립을 강행할 경우 엄청난 국민적 저항에 직면할 것임을 분명히 경고한다"고 밝혔다.
4월 15일 오전 11시 서울 서부지방법원 앞에서 박정희 대통령 기념관 건립사업 추진이 졸속으로 추진되고 있다며 "허울뿐인 기념사업 그만두라"며 규탄 기자회견을 하였다. 김 대표는 박 전 대통령 기념관 건립을 위해 500억원이라는 기금을 국민들로부터 모금해 놓고도 정작 서울시소유의 기념도서관을 건립하는 것은 대국민사기에 해당된다고 말하고 기념관이 들어설 곳이 주차대수 15대수도 안 되는 초라한 규모에 외지고 협소한 쓰레기 매립장 근처라며 기막혀 했다. 이어 "사망한지 채 일 년도 안 된 전직대통령들은 제2, 제3의 번듯한 기념관이 속속 들어서는 마당에 서거 30년 만에 겨우 짓는다는 기념관이 쓰레기 매립장 근처의 남의 집 셋방살이라니 참으로 답답하고 분통이 터질 노릇"이라고 목청을 높였다. 그러면서 "박정희 대통령 기념관은 모든 국민이 주체가 되어 국민 모두의 성원과 참여 속에 투명하게 진행되고 건립되어야 한다"고 강조하고, 기념사업회에 공청회 개최 등을 요구하고는 "만약 기념사업회가 우리의 정당한 요구를 받아들이지 않는다면 박정희 기념 도서관 졸속추진에 대한 그동안의 모든 책임을 물어 반드시 단죄할 것이며 결코 좌시하지 않겠다"고 밝혔다. 이어 공사 금지 가처분신청을 민원실에 접수하였다.
2010년 5월 15일부터 5월 16일 5.16 기념식 행사를 주관하였다. 6월 6일 서울 동작동 현충원에서 현충일 추념식에 참여하였고 6월 25일 6.25 추념행사에도 참여했다. 2013년 8월 13일 광화문에서 박정희 친필 현판이 철거되자 그는 이에 반발하였다. 박정희바로알리기국민모임 김동주 대표는 "이명박 대통령이 참여정부 시절 잘못된 정책들을 그대로 승계해 우리의 소중한 문화재를 훼손하려 한다"며 "앞으로 이 대통령의 퇴진운동도 불사할 것"이라고 강조했다. 그는 문화재청과 청와대에 광화문의 박정희 친필 현판을 복구해줄 것을 요청하는 청원서를 보냈으나, 박정희 현판은 철거되었다.
2011년 5월 15일부터 5월 16일 5.16 제50주년 기념식을 영등포구 문래공원에서 개최하였다. 2011년 5월 16일 기념사에서 김동주 대표는 기념식 개최와 관련해 “단군 이래 5천년이라는 유구한 세월이 흘렀지만 5·16혁명 만큼 국민들에게 풍요와 희망을 안겨준 사건은 없었다"며 "박정희 대통령께서 5·16혁명을 일으킨 것은 정치적 목적에 의해서가 아니라 오직 도탄에 빠진 조국을 위기에서 구하겠다는 구국의 결단에서 출발한 것”이라며 5·16혁명이 시대적 상황에서 비롯된 혁명정신의 산물임을 강조했다.

#### 언론 감시 활동
2012년에는 공정방송을 위한 시민연대 대표로 취임하였다. 그러나 신장 이상으로 여러번 병원을 다니기도 했고, 지병인 신부전증으로 병원 입원 권고를 받았지만 통원치료를 하며 공정방송을 위한 시민연대 활동과 월간 박정희 발행 활동, 언론 감시 활동을 계속하였다.
2012년 2월 16일 오전 여의도 새누리당 당사 앞에서 새누리당 현판식이 치러진 가운데 박정희바로알리기국민모임(대표 김동주) 등 20여 시민단체는 새누리당을 향해 대한민국의 올바른 정치발전을 위한 호소문을 발표하는 기자회견을 하였다. 이때 그는 호소문을 낭독하였다. 호소문 낭독에 이어 김동주는 새누리당의 중진의원들을 향해 “만약 작금의 정치현실을 무시하고 총선출마를 강행하여 새누리당의 개혁을 가로막는다면 국민들이 결코 용서치 않음은 물론 이는 어떤 자기합리화로도 용납되지 않을 것이며 우리는 이런 인면수심의 정치인에 대해서는 법이 허용하는 모든 수단과 방법을 동원하여 낙선운동에 돌입할 것을 엄중히 경고한다”고 밝혔다.
2012년 6월 27일‘공정방송을 위한 시민연대(대표 김동주, 이하 공시연 )’ 집회에서 그는 MBC노조와의 끝장대결을 선언했다. 그는 언론 인터뷰에서 "공시연의 최대 목적은 ‘MBC 노조 해체’다."라고 밝혔다. 김동주 대표는 “출구는 하나 밖에 없다. 노조가 복귀한다면 대한민국의 좌경화가 강화 될 것이기 때문에 노조는 반드시 없어져야 한다”면서 “이를 위해 자유대한민국을 수호하는 모든 단체와 연대해 나가겠다”고 밝혔다.

### 생애 후반

#### 논객 활동과 월간 박정희 재창간
2012년 7월 1일 서울에서 인터넷 신문 게시판과 아스팔트에서 활동하는 보수, 자유주의 논객 40여 명이 참석하여 전국논객연합을 결성하는데 참여하고, 부회장에 선출되었다.
2012년 12월 초 김동주 ‘월간 박정희’ 대표는 운영 등의 문제로 2008년 1월 잠정 중단한 월간 박정희지의 재발행을 4년 만에 결정했다. 그는 빅뉴스와의 인터뷰에서 “애국 우파의 목소리를 대변하고 자유민주주의를 선도하는 국민잡지로 거듭나겠다”고 밝혔다. 김 대표는 “독자분들의 많은 사랑을 받았던 '월간 박정희'는 발행인(김동주)의 민족문제연구소와의 지루한 법적소송과 무가지로 제작되면서 누적된 제작비용에 대한 부담 그리고 건강상의 문제 등으로 인하여 부득이하게 휴간을 할 수 밖에 없었지만 독자여러분의 거듭되는 재발행 요청과 혼란한 현실에 대한 시대적 사명을 외면할 수 없었다”며, “'월간 박정희'는 애국 우파의 목소리를 대변하고 자유민주주의를 선도하는 국민잡지로 거듭나겠다”고 재창간에 나선 각오를 밝혔다. 12월 5일 월간 박정희 2012년 11,12월호 합본을 출간하고 이후 매월 월간 박정희지를 발간하였다.

#### MBC 사장 해임처리 사건 전후
2013년 3월 13일 방송문화진흥회 김용철 이사는‘김현희 가짜설’과 관련해 정연주 전 KBS 사장 등과 함께 불교 승려 성호로부터 고발당하였다. 당시‘공정방송을 위한 시민연대’ 김동주 대표(‘월간 박정희’ 발행인)는 “만약 김용철 이사가 ‘김현희 가짜설’에 동조했다면 이는 매우 심각한 문제”라며 “사실이라면 여당의 추천 자체가 신중하지 못한 행동이었다”라고 비판했다. 이어 그는 “자신의 입신을 위해 과거 좌파 정권에 줄을 섰던 사람들이 박 정권 출범 후 우파를 표방하고 있다”며 “과거 김대중, 노무현 정권 시절 기회주의적 처신으로 MBC 고위간부직을 차지했던 인물들이 이제 와서 우파인 척하는데 이런 이념 없는 기회주의자들에게 속아서는 안 된다”고 경계했다.
3월 12일부터는 MBC 문화방송 노조의 파업 행위에 대해 전면전을 선언하였다. 그는 “정부조직법개정안 처리를 놓고 여당과 거래를 하려고 했던 데서 보듯 민주당은 공정방송이 아닌 MBC를 다시 장악하기 위해 무슨 짓도 불사하겠다는 태도로 눈엣가시 같은 존재인 김재철 사장을 쳐내기 위해 혈안이 돼 있다”면서 “작년 국회 청문회나 국정감사 등은 김재철 죽이기 차원에서 열린 정략적 목적이었는데도 그런 청문회에 참석하지 않았다고 벌금형까지 맞게 된 것이야말로 말도 안 되는 일”이라고 지적했다. 그러면서 그는 “국회 청문회나 국정감사가 국민을 위한 것이 아니라 이렇듯 특정 개인에게 원한을 품은 정당의 정치적 목적으로 이용된다면 그것이야말로 국민 모독이고 세금낭비”라고 신랄하게 비판했다. 8월 1일 성재기의 빈소에 참석, 조문하였다.
3월 25일 국회의 김재철 해임처리안을 26일에 처리하기로 가결하자 김동주 (月刊 박정희 발행인) 대표는 “너무 성급한 판단”이라고 운을 뗀 뒤 “야권 추천 이사들이 그동안 꾸준히 주장해왔던 김재철 사장 해임에 대해 여권 일부 이사들이 동조한 것은 야합일 가능성이 있으며 만약 이것이 사실이라면 굉장히 심각한 문제이고 후유증이 굉장히 클 것”이라고 지적했다. 이어 김 대표는 보수진영 일각에서 거론되는 MBC 사장 후보들에 대해 “이들을 추천하는 이들은 그들이 애국진영의 검증을 받았다고 하는데 그것은 자신들 얘기지 애국진영에서는 그들이 누구인지도 모른다”라며 “자기들끼리 공청회 몇 번 해보고서 애국진영의 검증을 받은 후보라고 말하는 것은 애국진영을 파는 것밖에 되지 않는 언어도단 격의 행동”이라고 꼬집었다.

#### 입원과 최후
2013년 8월 17일 미디어오늘 기자의 MBC 보도국장실 침입사건에 대한 규탄성명을 발표해다. 그는 “기자 아니라 기자 할아버지라도 사무실이든 집이든 타인의 주거 공간을 동의 없이 몰래 들어간다는 건 도둑이나 마찬가지”라며 “미디어오늘이 그런 행위를 하는 사람을 기자로 두고 있다는 건 수치이자 언론의 품위를 잃은 것”이라고 질타했다. 김 대표는 “언론노조위원장이 언론자유의 침해라고 하는데, 그 사람들은 법 해석을 자신들 유리한 쪽으로 자의적으로 해석한다. 전형적인 수법 아닌가”라며 “당사자가 누구냐에 따라 법해석이 어제 다르고 오늘 다르기 때문에 결국 국민들로부터 신뢰를 잃은 것”이라고 지적했다. 아울러 “일반인 입장에서 생각해보자. 만약 퇴근해 집에 들어갔는데 누가 잠긴 문을 따고 들어와 앉아 있더니 느닷없이 마이크 대고 인터뷰하자고 하면 그건 미친놈이라고 생각하지 않겠는가. 당연히 112에 신고해야지”라고 덧붙였다.
2013년 10월 신장질환으로 서울 을지로6가 국립중앙의료원 중환자실에 입원했다가 퇴원하였다. 그해 12월 3일 다시 지병인 신장질환이 위독해져 서울 을지로6가 국립중앙의료원 중환자실에 입원했다가 12월 17일 사망하였다. 사망 직전 그는 "지금은 사실상의 무정부 상태이니 의병이 일어나야 된다"는 유언을 남겼다고 한다.

### 사후
빈소는 서울 국립중앙의료원 영안실에 마련되었고, 장지는 서울시립승하원으로 정해졌다.

## 사상과 신념

### 월간 박정희 창간 이유
그는 2004년부터 박정희 바로알리기 국민모임의 대표를 맡았고, 다음 넷에 젊은층의 참여를 유도하기 위해 카페를 개설하기도 했다.
2006년 9월 25일 월간 박정희의 창간 이유에 대해 그는 "노무현 정권 당시 박정희 전 대통령에 대한 폄훼와 현대사 왜곡에 맞서 국민에게 올바른 목소리를 전달하겠다는 목표"로 펴냈다고 한다.

### 박정희 5.16 기념행사 주관 이유
2005년 5월 16일부터 그는 매년 5월 16일 5.16 기념행사와 참배 활동을 주도하였다. 2005년 노무현 정권 시절부터 혁명의 발상지로 알려진 영등포구 문래공원(6관구 사령부터)에서 5.16 기념 행사를 이어온 김 대표는 “좌우(左右) 진영논리가 팽팽히 맞서던 시절에는 어떤 식으로든 5.16을 기념하는 행사가 절실했다”며 “그러나 몇십 년 만에 정통 우파정권이 들어선 지금은 주먹구구식의 식상한 행사, 행사를 위한 행사는 지양되어야 한다”고 밝혔다.
그는 늘 5.16 군사 정변은 구국의 혁명이라 주장하여 일부 진보쪽 인사들과 논쟁을 벌이기도 했다. 그는 “앞으로 5.16행사는 국민에게 감동을 주고 특히 어린 학생들과 젊은이들이 깊이 공감하는 국민 친화적인 축제로 거듭나야 한다”며 “올해는 차분하게 숨 고르기를 하고 남은 1년 동안 치밀하게 준비하여 내년부터는 많은 분이 ‘아! 바로 이거다’ 하고 무릎을 탁 치는 새로운 개념의 획기적인 행사를 기획하고 있다. 큰 기대를 하셔도 좋다”고 밝혔다.
2012년 8월 7일 오마이뉴스와의 인터뷰에서 그는 "혁명 50주년인 지난해 2000여 명의 인파가 모였다"며 "박정희 대통령을 지지하는 사람이 많다"고 말했다.

### 언론의 공정성 관련
그는 공영 방송이 언론 노조에 의해 좌지우지된다며 노조가 방송 편성권에 개입하는 것은 잘못이라 주장하였다. “공영방송이 언론노조에 의해 좌지우지 되고 있는 건 어제오늘이 아니다”라며 “국정원을 무력화시키려고 체제수호의 최후 보루를 흔드는 건 결국 북한 입장만 대변하는 꼴이다. 사실상 노조가 종북과 연결돼 있는 것이나 다름이 없다”고 강하게 비판했다. 그는 언론 노조는 언론사에 종사하는 기자들의 권익, 노동권 보호에만 치중해야지 방송 보도나 뉴스 논조에까지 개입하는 것은 부당한 월권행위라고 지적했다.
그러면서 “세계 어느 선진국도 정보기관을 대한민국처럼 이렇게 공격하는 나라는 없다. 특히 미국은 전 세계에서 정보를 방대하게 무차별로 수집하지만 미국 야당과 야당 의원들은 정보기관을 공격하지 않는다”면서 “특히 남북이 대치하고 있는 한국은 그런 나라와도 상황이 다른데도 불구하고 정보기관을 무차별로 공격한다. 이런 식으로 정보기관을 공격하고 무너뜨리면 대한민국이 붕괴될 수밖에 없지 않느냐. 이제 일부 사람이 아닌 정부가 나서서 이런 잘못된 행태를 바로잡아야 한다”고 강조했다.
그는 2012년 9월 미디어 오늘 기자의 MBC 잠입 사태에 대해서도 미디어 오늘은 사라져야 할 언론이라 주장했다.‘공정방송을 위한 시민연대’ 김동주 (月刊 박정희 발행인) 대표는 미디어 오늘의 보도행태에 대해 “그간 유심히 관찰한 결과 객관성을 담보하지 못하는 미디어오늘이란 매체는 MBC 노조의 기관지 역할을 하고 있을 뿐 언론이 아니다”라며 “MBC 노조, 더 나아가 종북세력의 입장을 대변하는 기관지일 뿐이고 왜곡·날조를 통해 독자를 현혹하는, 건전한 사회에서는 필요 없는 없어져야 할 매체”라고 비판했다. 이어 김 대표는 “입으로는 시도 때도 없이 공정언론을 논하면서도 정작 행동은 정반대를 지향하는 미디어오늘의 행태는 스스로 모순을 만들어내는 기형적 구조일 뿐 아니라, 독자에게 있는 그대로의 사실을 전달해야 하는 언론의 기본을 무시하는 자기부정의 행동으로 볼 수 있다”면서 “언론의 언행이 일치하지 않는 것은 독자를 우롱하는 것이며 그러한 언론이 과연 진정한 언론인지는 독자들이 알아서 판단할 것”이라고 꼬집었다.

### 5.18 광주 희생 군경 관련
그는 매년 5월 18일 5.18 광주 민주화 운동 당시 전사하거나 순직한 군경의 묘소에 참배하며 잔을 부었다. 2013년 5월 18일에도 월간 박정희 발행인 김동주 대표는 자유북한군인연합의 임천용 대표는 1980년 5.18 광주 민주화 운동 당시 전사, 순직한 군경의 묘역을 찾아 헌화하고 잔을 부었다.
김동주 대표는 “목숨은 누구에게나 소중할진데 국가의 광주사태 진압명령에 의해 임무를 수행하다 전사한 이들을 기억하는 사람들은 없었다”며 “고인들도 누군가의 소중한 아들이고, 형제이고, 친구였을 터인데 방치되다시피 한 이들의 묘역을 지켜보며 눈물을 쏟을 수밖에 없었다”고 말했다. 그는 모든 생명은 살려고 태어났지 죽고 싶은 생명은 없다고 강조하고, 5.18 희생자들을 추모하면서 당시 국가의 부름을 받고 어쩔수 없이 나가서 희생된 군인, 경찰들의 존재는 외면하는 이유가 무엇이냐며 한탄했다. 그는 또 일부 진영에서 사람이 죽었다고 하지만, 동의대 사건 당시 희생된 순직 군경과 용산 참사 당시 희생된 김모 순경에 대해서는 아무도 추모하거나 슬퍼하지 않는 점을 문제점으로 지적했다.
김 대표는 또 “이들은 대한민국의 군인과 경찰로서 국가의 명령을 충실히 이행했을 뿐이지만 그 숭고한 희생은 처참하게 버림받은 꼴이 되고 말았다”고 한탄했다.

### 친일인명사전에 대한 관점
김동주는 민족문제연구소의 친일인명사전에 대해 인민재판이라고 주장했다. 이어 민주당과 열린우리당 정치인들의 부친과 조부는 대부분 빠졌다며 공정성에 대해서도 의혹을 제기했다. 그는 "제가 민족문제연구소의 친일인사 명단발표에 분노한 이유는 그들이 정략적 목적에 눈이 멀어 역사를 왜곡하면서까지 학자적 양심을 저버렸기 때문입니다. 그들은 친일행위가 구체적이고 명백함에도 불구하고 사회주의자들이나 당시 열린우리당 의원들의 부친은 친일인사명단에서 모두 제외시키는 편협함을 보여줬습니다."라고 주장했다.
그는 민족문제연구소의 친일인명사전은 국론분열을 노린 정치적인 수단이라고 주장했다. 2009년 11월 8일 효창공원 인터뷰에서도 민문연의 친일인명사전은 비전문가들이 내놓은 국론분열을 획책하는 수단이라 주장했다. 당시‘박정희 바로 알리기 국민모임’ 김동주 대표는 “전문성을 갖췄다고 보기 힘든 집단이 국론을 분열하려 내놓은 정파적인 모략”이라며 “앞으로 법적인 대응도 고려하겠다”고 주장하였다.
그는 또 "민족문제연구소의 친일인사명단발표는 현대판 인민재판입니다. 학자적 양심이 있다면 도저히 할 수 없는 짓이지요."라고 주장하기도 했다.

## 기타
방송 언론 종사자 중 KBS 시청자센터장과 KBS방송국 제주지방방송총국장을 역임한 김동주는 동명이인이다.

## 같이 보기
| - 월간 박정희 - 공정방송을 위한 시민연대 - 독립신문 - 박정희 - 윤치영 - 선우휘 - 박종홍 - 이승만 - 서재필 - 박근혜 - 인천자유공원 - 친일인명사전 - 민족문제연구소 | - 더글러스 맥아더 - 박정희 바로알리기 국민모임 - 네티즌구국연합 - 5·16 군사 정변 - 박홍 - 조갑제 - 지만원 - 서정갑 - 신혜식 - 이철승 - 오세훈 |